# Palau i olympiska sommarspelen 2020
Palau deltog med en trupp på tre idrottare vid de olympiska sommarspelen 2020 i Tokyo som hölls mellan den 23 juli och 8 augusti 2021 efter att ha blivit framflyttad ett år på grund av coronaviruspandemin. Det var sjätte raka sommar-OS som Palau deltog vid. Ingen av landets deltagare erövrade någon medalj.

## Friidrott
Förkortningar
- Notera– Placeringar avser endast det specifika heatet.
- Q = Tog sig vidare till nästa omgång
- q = Tog sig vidare till nästa omgång som den snabbaste förloraren eller, i teknikgrenarna, genom placering utan att nå kvalgränsen
- i.u. = Omgången fanns inte i grenen
- Bye = Idrottaren behövde inte tävla i omgången

Gång- och löpgrenar
| Idrottare     | Gren            | Inledande omgång | Inledande omgång | Heat             | Heat             | Semifinal        | Semifinal        | Final            | Final            |
| Idrottare     | Gren            | Resultat         | Placering        | Resultat         | Placering        | Resultat         | Placering        | Resultat         | Placering        |
| ------------- | --------------- | ---------------- | ---------------- | ---------------- | ---------------- | ---------------- | ---------------- | ---------------- | ---------------- |
| Adrian Ililau | Herrarnas 100 m | 11,42 0PB0       | 8                | Gick inte vidare | Gick inte vidare | Gick inte vidare | Gick inte vidare | Gick inte vidare | Gick inte vidare |

## Simning
| Idrottare               | Gren                  | Heat  | Heat      | Semifinal        | Semifinal        | Final            | Final            |
| Idrottare               | Gren                  | Tid   | Placering | Tid              | Placering        | Tid              | Placering        |
| ----------------------- | --------------------- | ----- | --------- | ---------------- | ---------------- | ---------------- | ---------------- |
| Shawn Dingilius-Wallace | Herrarnas 50 m frisim | 27,46 | 67        | Gick inte vidare | Gick inte vidare | Gick inte vidare | Gick inte vidare |
| Osisang Chilton         | Damernas 50 m frisim  | 30,67 | 73        | Gick inte vidare | Gick inte vidare | Gick inte vidare | Gick inte vidare |